# Канал Кулой — Пинега
Кана́л Куло́й — Пи́нега — судоходный канал в Архангельской области России. Соединяет впадающую в Белое море реку Кулой (Сотка) с рекой Пинега (приток Северной Двины).

Построен в 1926—1928 годах. Предназначался для транспортировки древесины на лесопильные заводы Архангельска.
Канал начинается на 124 км реки Пинега, заканчивается на 202 км от устья Кулоя. Длина канала — 6 км. Он проходит по заливаемой весенним половодьем пойме и состоит из ряда расширенных и углублённых озёр, соединённых тремя каналами. Единственный шлюз («Сотка») имеет деревянные ряжевые головы, откосные стены камеры, деревянные двухстворчатые ворота. Наполнение и опорожнение шлюза происходит через водопроводные отверстия в воротах, снабжённые задвижками. Плановые размеры камеры Кулойского шлюза: 150×12,5 м.
В 1929 году, когда по каналу осуществлялось судоходство, он имел следующие характеристики:

Расположен по заливаемой весенними водами пойме, лежащей между р. Пинегой и р. Кулоем, несколько выше с. Пинеги, где восточный берег высокий и крутой, представляющий как бы разрез правого берега р. Пинеги. Общая длина канала 6,5 км, куда входит ряд каналообразующих озёр (расширенных и углубленных при устройстве соединения), 3 искусственно прорытых канала общей длиной 1 км и однокамерный шлюз (с деревянными ряжевыми головами и камерой с земляными мощеными откосами). Минимальная ширина канала 20 м по дну с 11/2 — 2 откосами, глубина в межень 90 см. Полезная длина камеры шлюза 160 м, ширина 13 м, глубина при меженной глубине воды на нижнем короле 1,2 м. Средний меженный напор около 100 см, предельные (наблюдаемые) 40—250 см.
Длительность пропуска судна при среднем меженном напоре 20—30 минут, при высоком напоре — 30—40 минут.

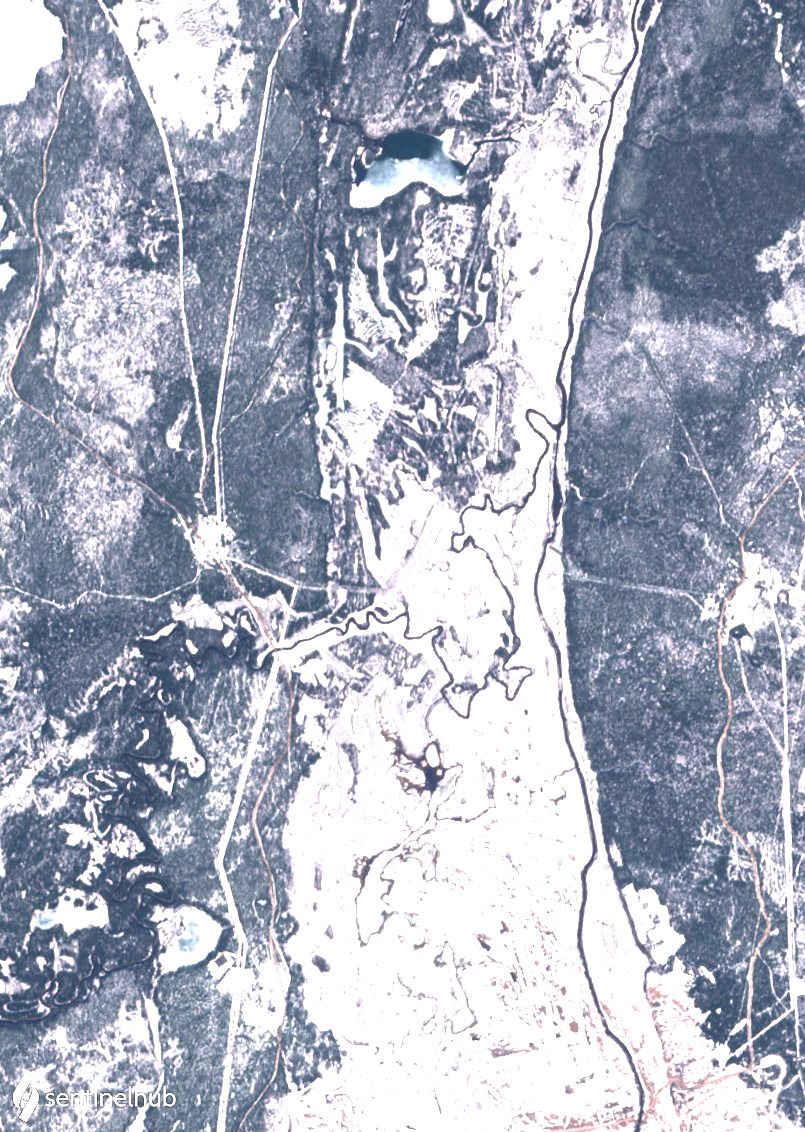
Космоснимок канала. Начало мая 2018

В настоящее время шлюз[когда?] разрушен, канал находится в заброшенном состоянии и используется в основном туристами-байдарочниками. Весной, по большой воде, в канал заходят небольшие суда, на которых доставляют грузы (в основном продовольствие) из Пинеги и Архангельска в Мезень и Лешуконское. Летом канал становился уже непроходимым, а после завершения строительства автодороги «Архангельск — Пинега — Мезень» (2008) перевозки могут прекратиться даже весной. В 2008 году курсировали суда «Чайка», «Сфинкс» и ещё два такого же класса.

### Карты
- Лист карты Q-38-111,112 Пинега. Масштаб: 1 : 100 000. Издание 1998 г.
- Лист карты Q-38-111-C,D — ФГУП «ГОСГИСЦЕНТР»